# 美濃電気軌道BD500形電車
美濃電気軌道BD500形電車（みのでんききどうBD500がたでんしゃ）は、美濃電気軌道（美濃電）が1921年（大正10年）に新製した木造四軸ボギー車。DB500形と呼称されることも少なくないが、当時の資料ではBD500形とされている。1941年（昭和16年）の形式称号改訂で車種記号が「BD500形」から「モ500形」と改称されたが、車番はそのまま踏襲された。

## 沿革
501 - 504の4両が名古屋電車製作所で新製された、美濃電初の四軸ボギー車である。主要機器はデッカーシステムの系譜に属するイングリッシュ・エレクトリック社製のものを搭載し、2個モーターの直接制御車であった。形式称号のBはボギー車を、Dはデッカー系電装品を表すものである。この形式称号は後に増備されたDB505形（後のモ520形）にも受け継がれている。台車は鍛造のブリル76E-1で、大型ボギー車に相応しく、空気ブレーキ（直通式）も装備していた。側面窓配置はV 4 2 2 4 V（V：乗降デッキ、各数値は側窓の枚数）である。
車体は木造ダブルルーフ構造で、落成当時はオープンデッキ構造であり、集電装置としてポールを搭載していたが、後年の改造によりデッキ部分は改修されて客用扉が新設され、集電装置もビューゲルに換装されている。その後1964年（昭和39年）から1965年（昭和40年）にかけて、外板に鋼板を張り付ける形で簡易鋼体化（ニセスチール車化）が施工された。
当初は鉄道線の笠松線（現・名鉄名古屋本線の名鉄岐阜 - 笠松間）で使用されていたが、1925年（大正14年）9月に軌道線に転属した。軌道線では美濃町線および鏡島線で使用された。
その後、1970年（昭和45年）にモ600形に代替され全車廃車となった。